# 桃源寺
桃源寺（とうげんじ）は滋賀県大津市にある臨済宗永源寺派の寺院。山号は吉田山。

## 歴史
桃源寺は元禄13年（1700年）創立、浄居寺と称されていたが明和3年（1766年）江戸城御典医吉田桃源が江戸城西ノ丸安置の薬師如来（智証大師作）を拝領し当寺に奉安し本尊とし桃源寺と改称された。古都大津市の中心地に在り山門を旧東海道、裏庭が琵琶湖南岸に接する風光明媚な景観に恵まれた寺であった。昭和40年代に入り、大津市の湖岸道路建設計画の埋立てに伴いその景観は失った。旧本堂は築250年を超える歴史を持つ文化財であった。古い資料に依れば明治29年9月11日琵琶湖の大水害のため山内の建物の大半が大破。この後、残存せる庫裡・土蔵を売却し本堂の修復が行われた由である。昭和59年に、諸伽藍が修復され本堂、庫裡、書院が建立された。

## 歴代住職
- 開山 - 一要智観大和尚禅師（永源百八世）（宝暦12年3月16日）
- 創建 - 願海正我（天明元年5月21日）
- 即宗正見（文化14年4月16日）
- 古陵祖因（天保10年12月8日）
- 中興 - 松庵宗晋（明治元年1月26日）
- 純翁宗弼（明治8年1月26日）
- 楊州玄禕（明治15年3月5日）
- 一誠悦公（大正5年2月25日）
- 諦洲観公（昭和2年10月1日）
- 大紘哲老（昭和12年12月25日）
- 柴田義道（昭和59年10月20日）[2]
- 布目大義（平成27年4月1日）

## 境内
境内には本堂、聖観音仏像、琵琶湖子安地蔵尊などが建立する。

## 琵琶湖子安地蔵尊

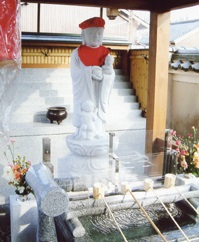
琵琶湖子安地蔵

山内には「琵琶湖子安地蔵尊」が安座され、一家の繁栄と心のやすらぎを祈念する安産・子授け祈願、更に水子供養が行われている。

## 仏像
- 本尊薬師如来（智証大師作）
- 阿弥陀如来（浄居寺の時の本尊）
- 十一面観音（慧心僧統作）
- 聖観音
- 地蔵菩薩（慈覚大師作）